# دهستان کهن‌آباد
دهستان کهن‌آباد یکی از دهستان‌های شهرستان گرمسار در استان سمنان ایران است. بر اساس سرشماری سال ۱۳۸۵، جمعیت این دهستان ۴٬۷۴۵ نفر (۱٬۳۹۲ خانوار) بوده است.
دهستان کهن‌آباد در بخش آرادان قرار دارد. مرکز این دهستان، روستای کهن‌آباد است و دیگر روستاهای مسکونی آن از این قرارند:
- فروان
- کندقلیخان
- جلیل‌آباد
- پاده
- رامه پایین
- رامه بالا
- چهارطاق بالا
- قالیباف
- قلعه خرابه (اسلام‌آباد)
- ده نمک
- پنجهزاری
- قلعه اکبرآباد